# Sycorax trifida
Sycorax trifida är en tvåvingeart som beskrevs av Krek 1970. Sycorax trifida ingår i släktet Sycorax och familjen fjärilsmyggor. Inga underarter finns listade i Catalogue of Life.